# خونابه

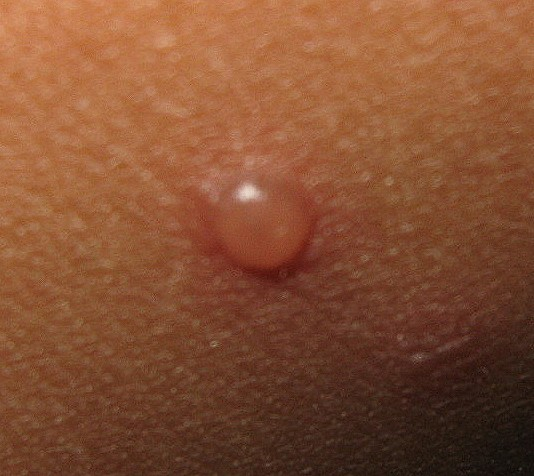
خونابه

در فیزیولوژی، خونابه (انگلیسی: Serous fluid) یکی از مایعات بدن است که به رنگ زرد و شفاف بوده و طبیعت خوش‌خیمی دارد. علل زیادی میتوانند باعث به وجود آمدن خونابه شوند که از آن جمله می‌توان به بیماری سرطان اشاره نمود.
در بیماری سیفلیس با مشاهده میکروسکوپی خونابه یک شانکر (زخم سیفلیس) در منطقهٔ آسیب‌دیده، نظیر دهانه رحم، آلت تناسلی مرد، مقعد یا گلو می‌توان این بیماری را به سرعت تشخیص داد.